# Tracy Mulholland
Tracy Mulholland ist eine US-amerikanische Schauspielerin, Drehbuchautorin und Filmproduzentin.

## Leben
Mulholland studierte Musiktheater an der Northwestern University im Bundesstaat Illinois. Ihr Filmdebüt feierte sie 2008 in der Komödie College. Es folgten in den nächsten Jahren weitere Besetzungen in Filmen (Crazy, Stupid, Love., Noch tausend Worte, Finders Keepers) und Fernsehserien (Metaphysical Joe, Gortimer Gibbon – Mein Leben in der Normal Street, General Hospital). 2019 war sie in der Rolle der Gloria Sedgewick in insgesamt vier Episoden der Apple TV+-Dramaserie For All Mankind zu sehen.
Mulholland schrieb 2014 das Drehbuch zu einer Episode der Fernsehserie Metaphysical Joe. Sie hatte immer wieder Filmrollen in Kurzfilmen. Seit 2014 tritt sie als Drehbuchautorin und Filmproduzentin von Kurzfilmen in Erscheinung. 2018 wirkte sie als Produzentin am Kurzfilm Fifteen Years Later mit, der am 15. April 2018 auf dem Indian Film Festival of Los Angeles uraufgeführt wurde.

## Filmografie

### Schauspiel
- 2008: College
- 2009: Thanks for Dying
- 2011: Crazy, Stupid, Love.
- 2012: Noch tausend Worte (A Thousand Words)
- 2012: Upgrade (Fernsehfilm)
- 2013: Zufällig... Liebe (Random Encounters)
- 2013: All I Want for Christmas
- 2014: Metaphysical Joe (Fernsehserie, 2 Episoden)
- 2014: Finders Keepers (Fernsehfilm)
- 2014: Secret Santa (Kurzfilm)
- 2014: House of Secrets
- 2015: Eyewitness (Fernsehfilm)
- 2015: Wish Bone (Kurzfilm)
- 2015: The Christmas Gift (Fernsehfilm)
- 2015–2016: Gortimer Gibbon – Mein Leben in der Normal Street (Gortimer Gibbon’s Life on Normal Street) (Fernsehserie, 2 Episoden)
- 2016: General Hospital (Fernsehserie, Episode 1x13647)
- 2016: Grace Note (Kurzfilm)
- 2018: Fifteen Years Later (Kurzfilm)
- 2019: Spellagram (Fernsehserie, Episode 1x06)
- 2019: For All Mankind (Fernsehserie, 4 Episoden)
- 2025: Girl at a Bar (Fernsehserie)

### Drehbuch
- 2014: Metaphysical Joe (Fernsehserie, Episode 1x24)
- 2014: Secret Santa (Kurzfilm)
- 2015: Wish Bone
- 2016: Grace Note (Kurzfilm)

### Produzent
- 2014: Secret Santa (Kurzfilm)
- 2015: Wish Bone
- 2016: Grace Note (Kurzfilm)
- 2018: Fifteen Years Later (Kurzfilm)